# Dean Friedman
Dean Friedman (Paramus, 23 mei 1955) is een Amerikaanse singer/songwriter, die de piano, keyboard, gitaar, harmonica en andere instrumenten bespeelde.

## Carrière
Friedman kocht zijn eerste gitaar bij Manny's Music met een zak kwartjes die hij spaarde vanaf zijn 9e levensjaar in 1964 en begon hij met het schrijven van songs. Als tiener speelde hij op huwelijken en bar mitswa's als deel van Marsha & the Self-Portraits, verstuurde demo's en studeerde muziek op het City College of New York, waar David Bromberg een van zijn leraren was. Op 20-jarige leeftijd in 1975 had hij een manager en een platencontract bij Lifesong Records van Cashman en West.
In de Verenigde Staten werd hij beschreven als een eendagsvlieg met zijn hit Ariel (1977), die de Billboard Hot 100 (#26) haalde en daar vijf maanden bleef. De Amerikaanse top 40 plaatste de song als de 87e grote hit van 1977. In de Cashbox Top 100 bereikte de song de 17e plaats en in Canada de 19e plaats.
Hoewel Ariel zich niet plaatste in de Britse singlehitlijst, haalde Lucky Stars, in 1978 in een duet met Denise Marsa van zijn tweede album Well Well Said the Rocking Chair, de 3e plaats in het Verenigd Koninkrijk en de hits Woman of Mine en Lydia waren daar bescheiden hits. Lydia behaalde ook de Nederlandse Top 40.
Hoewel beschouwd als eendagsvlieg in de Verenigde Staten, had hij meerdere hitsingles in andere gebieden en ging hij verder met het schrijven, opnemen en toeren.
Friedmans single McDonald's Girl werd officieel verboden door de BBC, omdat in het refrein de naam van het fastfood-restaurant werd vermeld. In 2011, dertig jaar nadat de song werd verboden door de BBC, werd een vergunning verleend aan de McDonald's Corporation om McDonald's Girl te gebruiken voor een landelijke tv/radio-campagne, die werd uitgezonden in de Verenigde Staten, met een gezongen uitvoering van de song door The Blenders.
Gedurende 2005, als deel van een band van zijn tournee-sponsors, werd Friedmans tournee door het Verenigd Koninkrijk bijna afgezegd nadat werd uitgebracht dat hij van plan was om cannabiszaden te verstrekken aan de afnemers van zijn nieuwe album. Alhoewel het niet illegaal is om cannabiszaden op deze manier te hebben of te verspreiden, veroorzaakte het aanbod wrijving met een aantal lokaliteiten tijdens de tournee, dus werd de voorziene verstrekking niet uitgevoerd.
De songs van Friedman werden gecoverd door diverse eigentijdse bands, waaronder The Barenaked Ladies, Ben Folds Five, Ariel Pink, The Tone Rangers en The Blenders. Leadzanger Steve Page van The Barenaked Ladies deed de achtergrondzang op Friedmans album Songs For Grownups (1998).
Friedmans album The Treehouse Journals werd volledig gefinancierd door zijn fans via zijn website. Hij nodigde mensen uit om de kosten te dragen van zijn tot dan toe onvolledige album door het maken van een vervroegde aanschaf en beperkte oplagen verkrijgbaar te maken. Deze tactiek werd door andere band overgenomen, waaronder Marillion. Hij ging verder met toeren en speelde in kleine lokaliteiten. Hij kopieerde deze tactiek weer in 2005 bij het album Squirrels in the Attic en vervolgens nog eens in 2017 bij 12 Songs.

## De song Ariel
Ariel werd beschreven als een vreemde onweerstaanbare en niet te bepalen popsong over een vrij levendig, van muziek houdend, vegetarisch Joods meisje uit Paramus, waar hij opgroeide. Het is de enige Billboard Top 40-song, waarin het woord Paramus voorkomt. Deze beschrijft het meisje Ariel, dat stond bij de waterval in Paramus Park, een van de vele winkelcentra in Paramus. De kwartjes die ze verzamelde voor de vrienden van BAI, werden verwezen naar het radiostation WBAI-FM in New York en diens luisteraars-vereniging, omdat de song ook verwees naar channel 2, die weer verwees naar de plaatselijke CBS-organisatie WCBS-TV.

## TV en film
Friedman verzorgde ook de zang voor een reeks tv-commercials tijdens de jaren 1970 in het New Yorkse metrogebied. Echter toen hij een versie opnieuw opnam en vertolkte voor een arbeiders-evenement, werd Friedman onterecht vermeld voor het maken en zingen van de jingle When you think you're ready, come down to Crazy Eddie voor de elektroketen van Crazy Eddie, die eigenlijk werd gemaakt, vertolkt, geproduceerd en opgenomen in velerlei versies (disco, doowop en andere versies) door Larry Weiss samen met Jeff Gottschalk en John Russo.
Friedman had de themamuziek geschreven, vertolkt en geproduceerd voor verscheidene tv-series, waaronder Boon met Michael Elphick. Andere tv-titels waren Nick Arcade (Nickelodeon) en Eerie, Indiana (NBC). Hij componeerde, vertolkte en produceerde ook de soundtrack voor de cult-horrorfilm I Bought a Vampire Motorcycle, waarin hij het nummer She Runs on Blood, Not Gasoline vertolkte.

## Ander niet-muzikaal werk
In 1985 produceerde Friedman een creatief werk in de nieuw in opkomst zijnde synthesizer-industrie onder de naam Complete Guide to Synthesizers, Sequencers and Drum Machines. Hoewel verouderd, werd dit boekwerk gepubliceerd door New York Amsco en is nog steeds in gebruik als bepalend hulpmiddel dat voorkomt in de tweedehands-markt. Friedman stichtte ook de New York School of Synthesis en leverde een reeks video's onder de naam Intro to Synthesis. Hij presenteerde de beginselen van deze materie in een audio-visueel formaat, ondanks een nauw verenigd gevoel voor humor.
In 1986 zag Friedman een demo van een krachtig virtual-reality-programma, dat de gebruiker direct in een videogame plaatst met gebruik van een videocamera. Hij was onder de indruk van de technologie en schreef een artikel voor het magazine Electronic Musician. In 1989 ontwierp hij de game Eat-A-Bug, dat was gelicenseerd door Nickelodeon-TV, gebruikt in de series Total Panic en uitgegeven als prototype voor de series Nick Arcade, waarvoor Friedman tientallen games had geproduceerd. Hij is nu president en creatief bestuurder van InVideo.

## Half Man Half Biscuit
De Britse band Half Man Half Biscuit nam (in 1987, op het album Back Again in the DHSS) het lied The Bastard Son of Dean Friedman op, een claim die Friedman onwaarschijnlijk achtte, aangezien hij pas zeven jaar oud was toen tekstschrijver Nigel Blackwell was verwekt. Tijdens het Edinburgh Festival in 2003 regelde het dagblad The Scotsman een samenkomst tussen Friedman en de band, waarin hij bevestigde dat Blackwell een klein verondersteld recht had aan het fundamentele verhaal in de song Lucky Stars. Er was ook sprake van, dat Blackwell een kopie had van een speciale vinylversie van Well Well Said the Rocking Chair.
In 2009 schreef Friedman A Bakers Tale, waarin hij onverbiddelijk Blackwells afkomst als een plaatselijke bakker inschaalde en publiceerde dit op de website Half Man Half Biscuit’s MySpace. De band vermeldde het op hun eigen website als Dean Friedman's Revenge/Dean Friedman strikes back. In september 2010 trad Dean Friedman op tijdens een Half Man Half Biscuit-concert in Bilston en vertolkte Tale of a Baker's Son. Het antwoord van de band was The Bastard Son of Dean Friedman. Friedmans song is toegevoegd aan het album Submarine Races (2010).

## Privéleven
Zijn zus Racelle Rosett Schaefer is een bekend televisieschrijfster en was uitvoerend producent van de show Blossom met Mayim Bialik. Hij woonde sinds 2007 in New York met zijn vrouw Alison en zijn twee kinderen Hannah (1986) en Sam (1990), die beiden hadden opgetreden als achtergrondzangers/muzikanten op zijn latere werken.

## Discografie

### Singles
- 1977:	Ariel
- 1977: Woman of Mine
- 1978:	Lucky Stars
- 1978: Lydia

### Albums
- 1976: Deano's Demos Vol. 1
- 1977: Dean Friedman
- 1978: "Well, Well" Said the Rocking Chair
- 1981: Rumpled Romeo
- 1985: Live! At The Duke of York
- 1986: Music From "Boon" (tv-soundtrack)
- 1990: I Bought a Vampire Motorcycle (film-soundtrack)
- 1991: The Very Best of Dean Friedman
- 1995: Bloomsbury Live!
- 1998: Dean Friedman in Concert – Shepherds Bush Empire
- 1998: Songs for Grownups
- 2002: The Treehouse Journals
- 2003: A Million Matzoh Balls
- 2005: Squirrels in the Attic
- 2007: Dean's "Kids Songs"
- 2010: Submarine Races
- 2014: Words & Music
- 2017: 12 Songs

### DVD's
- 2009: Dean Friedman Live on the Isle of Wight

### NPO Radio 2 Top 2000
| Nummer met noteringen in de NPO Radio 2 Top 2000 | '99  | '00 | '01  | '02  | '03 | '04  |
| ------------------------------------------------ | ---- | --- | ---- | ---- | --- | ---- |
| Lydia                                            | 1560 | -   | 1838 | 1787 | -   | 1835 |

1. ↑  Een '-' betekent dat het nummer niet was genoteerd en een vetgedrukt getal geeft de hoogste notering aan.
2. ↑  Deze tabel is bijgewerkt tot en met de laatste editie (2024).

- Bibliothèque nationale de France: cb15517364p (data)
- International Standard Name Identifier: 0000 0000 2480 1006
- Library of Congress Control Number: n85186527
- MusicBrainz: a25a63b9-600f-4bd9-9722-c60a00e21afe
- Nederlandse Thesaurus van Auteursnamen: 072430753
- Virtual International Authority File: 37223990
- WorldCat: E39PBJyH3pGXq6k6t6VxP97vHC